# Joseph Artôt
Alexandre-Joseph Montagney Artôt, känd som Joseph Artôt, född den 25 januari 1815 i Bryssel, död den 20 juli 1845, var en belgisk violinist och tonsättare.
Artôt utbildade sig bland annat vid konservatoriet i Paris under Auguste och Rodolphe Kreutzer. Artôt företog flera konsertresor i Europa och Amerika och framträtt med verk för sitt eget instrument, dock ej av större betydelse.
Joseph Artôt var farbror till Désirée Artôt.